# Theta Sculptoris
Theta Sculptoris (θ Sculptoris, förkortat Theta Scl, θ Scl)  som är stjärnans Bayerbeteckning, är en ensam stjärna belägen i den mellersta delen av stjärnbilden Bildhuggaren. Den har en skenbar magnitud på 5,24 och är svagt synlig för blotta ögat där ljusföroreningar ej förekommer. Baserat på parallaxmätning inom Hipparcosuppdraget på ca 47,0 mas, beräknas den befinna sig på ett avstånd på ca 69 ljusår (ca 21 parsek) från solen.

## Egenskaper
Theta Sculptoris är en gulvit stjärna i huvudserien av spektralklass F5 V. Den har en massa som är ca 25 procent större än solens massa, en radie som är ca 40 procent större än solens och utsänder från dess fotosfär ca 3 gånger mera energi än solen vid en effektiv temperatur på ca 6 400 K.